# Chrysso sicki
Chrysso sicki là một loài nhện trong họ Theridiidae.
Loài này thuộc chi Chrysso. Chrysso sicki được Herbert Walter Levi miêu tả năm 1957.